# 南城街道 (南川区)
南城街道，是中华人民共和国重庆市南川区下辖的一个乡镇级行政单位。

## 行政区划
南城街道下辖以下地区：
三圣路社区、龚家塘社区、林堡社区、田家社区、文华社区、石林社区、南园路社区、清桥社区、金佛社区、松林社区、兴南社区、清泉社区、庆岩社区、官地村、万隆村、半溪河村、双河场村和三汇村。